# Ian Tomlinson
Ian Tomlinson, född 27 februari 1936, död 26 januari 1995, var en friidrottare från Australien. Han deltog vid olympiska sommarspelen 1960 och olympiska sommarspelen 1964.